# 변승주
공대생(1997년 8월 25일 ~ )은 대한민국의 유튜버이다. 현재 유튜브 구독자수는 207만명이다

## 출연 작품

### 드라마
- 2019년 웹드라마 《업중이 이빨》 - 김업중 역

- 2020년 웹드라마 《업중이가 뭐야 이놈아》 - 이놈역